# Colubridae
I Colubridi (Colubridae Oppel, 1811) sono una vasta famiglia di serpenti che include oltre 800 specie viventi, diffusi in ogni habitat delle terre emerse e nella maggior parte dei continenti, esclusa l'Antartide. In tutte le specie sono presenti larghe squame ventrali e la loro coda è variamente allungata e raramente prensile. Nessuna specie possiede denti perforati e specializzati nell'inoculazione del veleno. Fra di essi si annoverano specie centro e sud-africane in grado di iniettare un secreto velenoso che può essere letale per l'uomo.

## Descrizione
Si tratta di serpenti di taglia e lunghezza in media tra i 100 e 200 cm; hanno la testa larga e ben distinta dal collo, gli occhi sono grandi e, come le narici, hanno posizione laterale. Le specie diurne presentano pupille rotonde, mentre quelle crepuscolari, o notturne hanno pupille contrattili e verticali di forma ellittica.

## Biologia
Questi serpenti cacciano generalmente lucertole, gechi, camaleonti, piccoli uccelli e mammiferi. Talvolta mangiano anche altri serpenti e il cannibalismo non è raro. Le prede sono ingoiate vive o dopo essere state soffocate dalla morsa delle spire.
La maggior parte delle specie è ovipara con deposizioni che contano da 1 fino a oltre 100 uova. Non mancano specie ovovivipare e altre vivipare.

## Distribuzione e habitat
Colubridae è la famiglia che raggruppa la maggior parte dei generi e specie di serpenti (circa i due terzi di tutte le specie di serpenti viventi), per questo si possono trovare in tutti i continenti della Terra eccetto l'Antartide.

### In Italia
Sul territorio italiano, i Colubridi sono presenti con una specie del genere Elaphe (E. quatuorlineata), 3 specie del genere Zamenis (Z. lineatus, Z. longissimus, Z. situla), 2 specie del genere Hierophis (H. carbonarius,  H. viridiflavus), una specie del genere Hemorrhois (H. hippocrepis), 2 specie del genere Coronella (C. austriaca, C. girondica), una specie del genere Macroprotodon (M. cucullatus) e una specie del genere Telescopus (T. fallax).
Il totale è di 12 specie.

## Tassonomia
La famiglia Colubridae in passato comprendeva un maggior numero di specie, raggruppando anche le specie attribuite alle famiglie Dipsadidae, Lamprophiidae, Natricidae e Pseudoxenodontidae. Assieme alle suddette famiglie forma la superfamiglia
Colubroidea.
Al luglio 2014 vengono attribuite alla famiglia Colubridae 824 specie, raggruppate in quattro sottofamiglie, comprendenti i seguenti generi:
Sottofamiglia Calamariinae Bonaparte, 1838
- Calamaria Boie, 1827
- Calamorhabdium Boettger, 1898
- Collorhabdium Smedley, 1932
- Etheridgeum Wallach, 1988
- Macrocalamus Günther, 1864
- Pseudorabdion Jan, 1862
- Rabdion Duméril, 1853

Sottofamiglia Colubrinae Oppel, 1811
- Aeluroglena Boulenger, 1898
- Ahaetulla Link, 1807
- Aprosdoketophis Wallach, Lanza & Nistri, 2010
- Archelaphe Schulz, Böhme & Tillack, 2011
- Argyrogena Werner, 1924
- Arizona Kennicott, 1859
- Bamanophis Schätti & Trape, 2008
- Bogertophis Dowling & Price, 1988
- Boiga Fitzinger, 1826
- Cemophora Cope, 1860
- Chapinophis Campbell & Smith, 1998
- Chilomeniscus Cope, 1860
- Chionactis Cope, 1860
- Chironius Fitzinger, 1826
- Chrysopelea Boie, 1827
- Coelognathus Fitzinger, 1843
- Coluber Linnaeus, 1758
- Colubroelaps Orlov et al., 2009
- Conopsis Günther, 1858
- Coronella Laurenti, 1768
- Crotaphopeltis Fitzinger, 1843
- Cyclophiops Boulenger, 1888
- Dasypeltis Wagler, 1830
- Dendrelaphis Boulenger, 1890
- Dendrophidion Fitzinger, 1843
- Dipsadoboa Günther, 1858
- Dispholidus Fitzsimons & Brain, 1958
- Dolichophis Gistel, 1868
- Drymarchon Fitzinger, 1843
- Drymobius Fitzinger, 1843
- Drymoluber Amaral, 1929
- Dryocalamus Günther, 1858
- Dryophiops Boulenger, 1896
- Eirenis Jan, 1862
- Elachistodon Reinhardt, 1863
- Elaphe Fitzinger, 1833
- Euprepiophis Fitzinger, 1843
- Ficimia Gray, 1849
- Geagras Cope, 1876
- Gonyophis Boulenger, 1891
- Gonyosoma Wagler, 1828
- Gyalopion Cope, 1860
- Hapsidophrys Fischer, 1856
- Hemerophis Schätti & Utiger, 2001
- Hemorrhois Boie, 1826
- Hierophis Fitzinger, 1843
- Lampropeltis Fitzinger, 1843
- Leptodrymus Amaral, 1927
- Leptophis Bell, 1825
- Limnophis Günther, 1865
- Liopeltis Fitzinger, 1843
- Lycodon Fitzinger, 1826
- Lytorhynchus Peters, 1862
- Macroprotodon Guichenot, 1850
- Mastigodryas Amaral, 1935
- Meizodon Fischer, 1856
- Oligodon Fitzinger, 1826
- Oocatochus Helfenberger, 2001
- Opheodrys Fitzinger, 1843
- Oreocryptophis Utiger, Schätti & Helfenberger, 2005
- Orthriophis Utiger et al., 2002
- Oxybelis Wagler, 1830
- Pantherophis Fitzinger, 1843
- Philothamnus Smith, 1840
- Phyllorhynchus Stejneger, 1890
- Pituophis Holbrook, 1842
- Platyceps Blyth, 1860
- Pliocercus Cope, 1860
- Pseudelaphe Mertens & Rosenberg, 1943
- Pseudoficimia Bocourt, 1883
- Pseustes Fitzinger, 1843
- Ptyas Fitzinger, 1843
- Rhadinophis Vogt, 1922
- Rhamnophis Günther, 1862
- Rhinechis Fitzinger, 1843
- Rhinobothryum Wagler, 1830
- Rhinocheilus Baird & Girard, 1853
- Rhynchocalamus Günther, 1864
- Rhynchophis Mocquard, 1897
- Salvadora Baird & Girard, 1853
- Scaphiophis Peters, 1870
- Scolecophis Fitzinger, 1843
- Senticolis Campbell & Howell, 1965
- Simophis Peters, 1860
- Sonora Baird & Girard, 1843
- Spalerosophis Jan, 1865
- Spilotes Wagler, 1830
- Stegonotus Duméril, Bibron & Duméril, 1854
- Stenorrhina Duméril, 1853
- Symphimus Cope, 1869
- Sympholis Cope, 1861
- Tantilla Baird & Girard, 1853
- Tantillita Smith, 1941
- Telescopus Wagler, 1830
- Thelotornis Smith, 1849
- Thrasops Hallowell, 1857
- Toxicodryas Hallowell, 1857
- Trimorphodon Cope, 1861
- Xenelaphis Günther, 1864
- Xyelodontophis Broadley & Wallach, 2002
- Zamenis Wagler, 1830

Sottofamiglia Grayiinae Meirte, 1992
- Grayia Günther, 1858

Sottofamiglia Sibynophiinae Dunn, 1928
- Scaphiodontophis Taylor & Smith, 1943
- Sibynophis Fitzinger, 1843

Incertae sedis
- Blythia Theobald, 1868
- Cyclocorus Duméril, 1853
- Elapoidis Boie, 1827
- Gongylosoma Fitzinger, 1843
- Helophis de Witte & Laurent, 1942
- Myersophis Taylor, 1963
- Oreocalamus Boulenger, 1899
- Poecilopholis Boulenger, 1903
- Rhabdops Boulenger, 1893
- Tetralepis Boettger, 1892

### Alcune specie

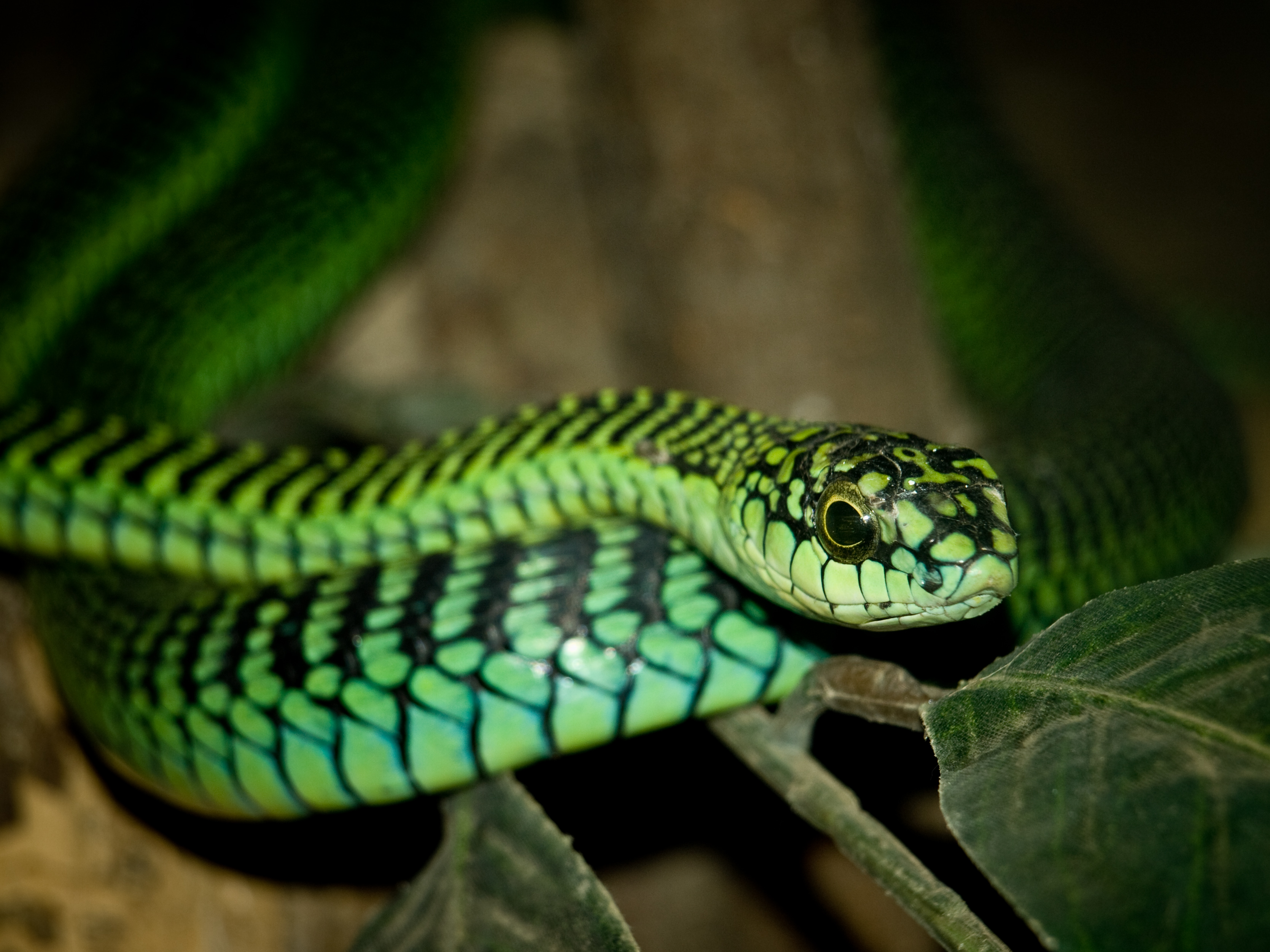
Dispholidus typus
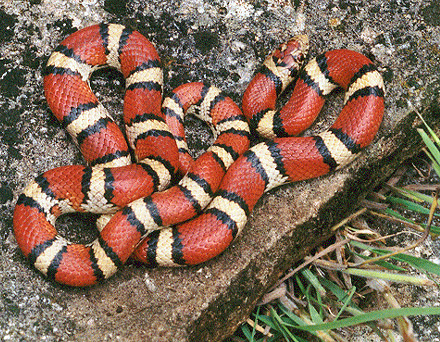
Lampropeltis triangulum
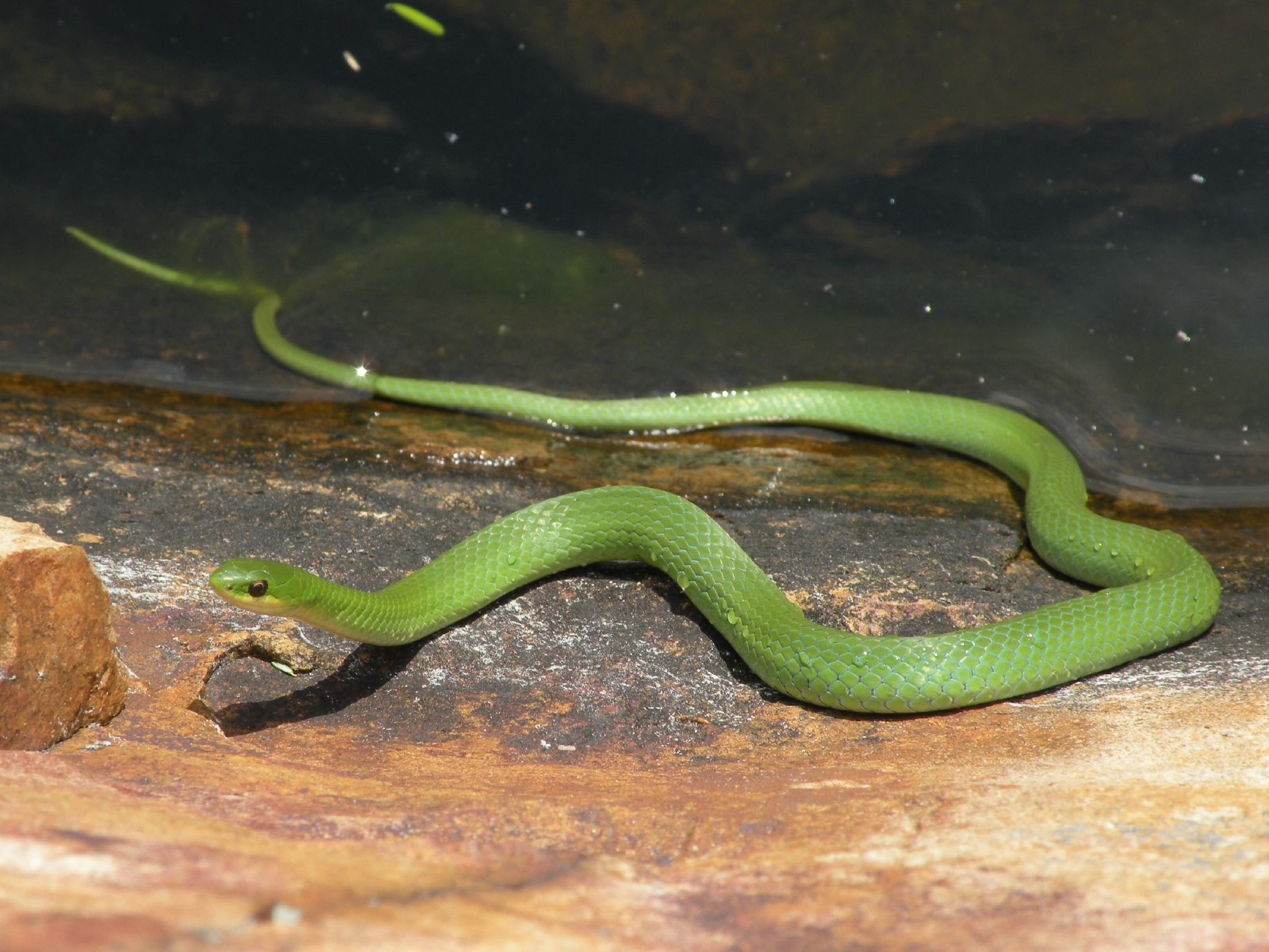
Opheodrys vernalis
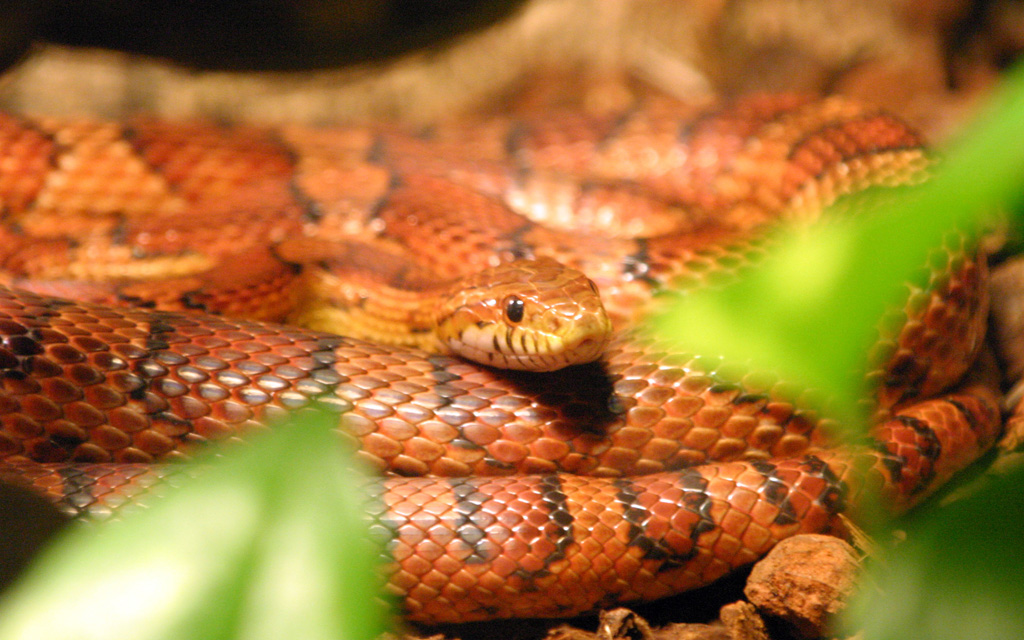
Pantherophis guttatus
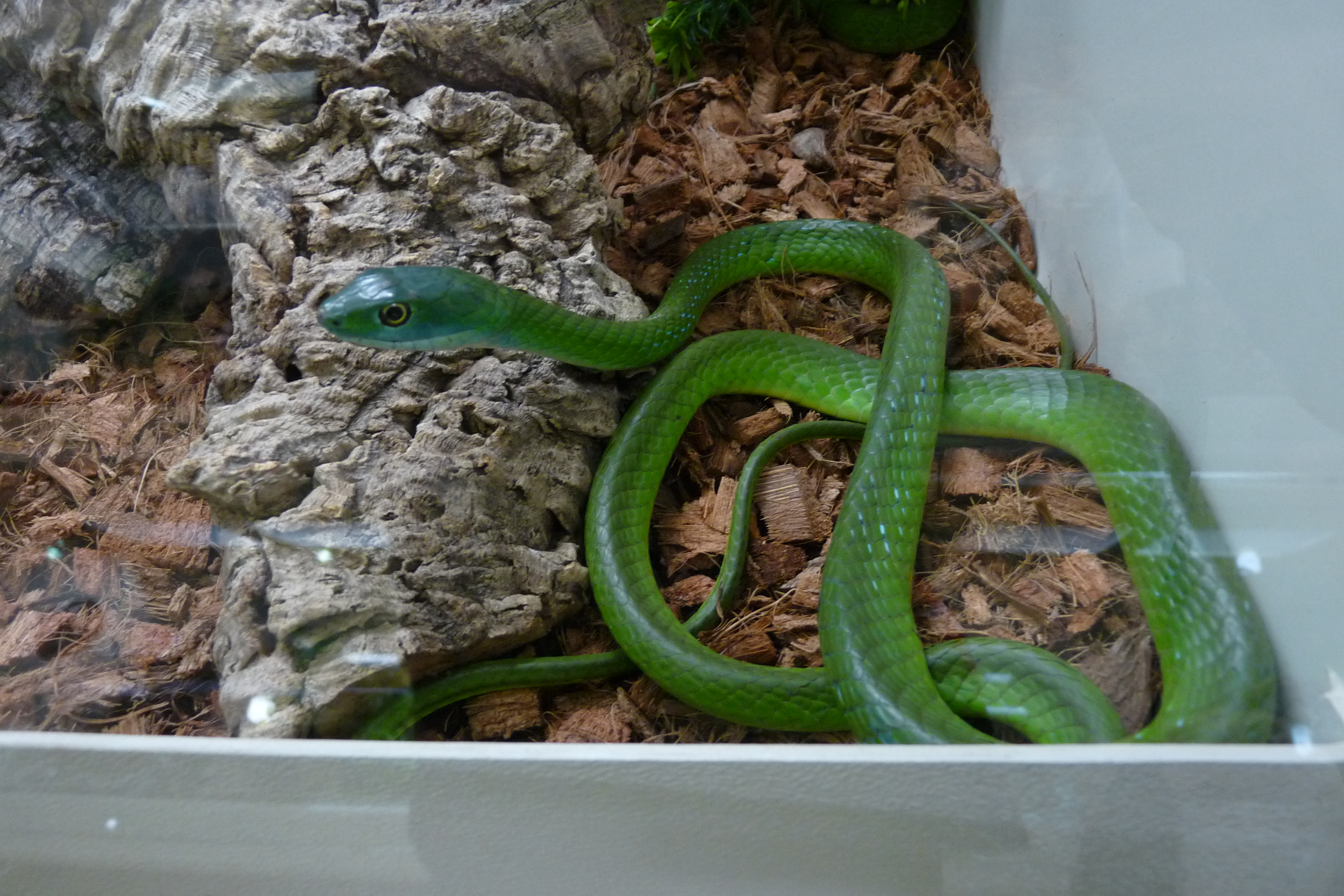
Philothamnus semivariegatus
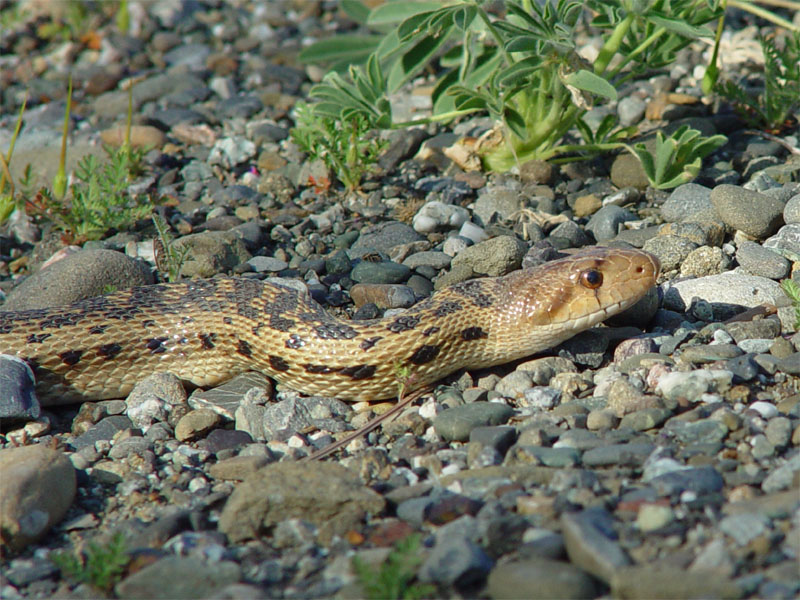
Pituophis melanoleucus
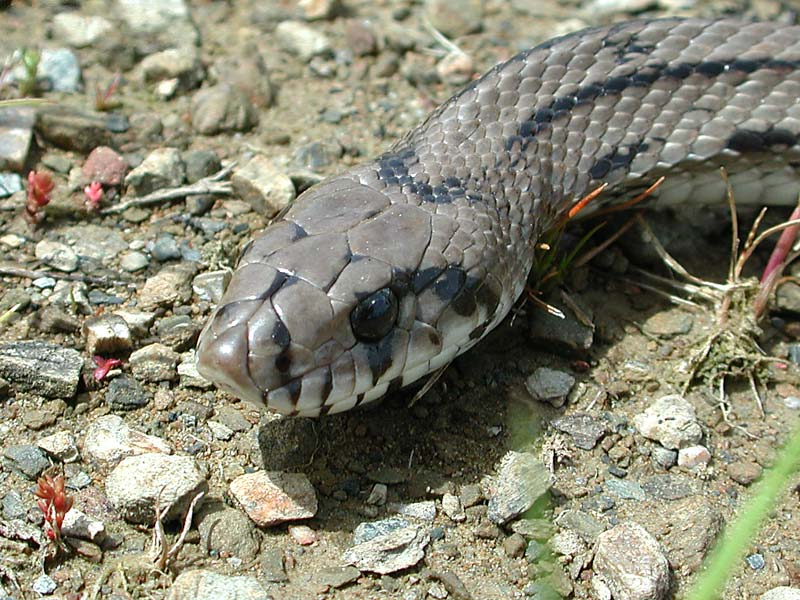
Rhinechis scalaris
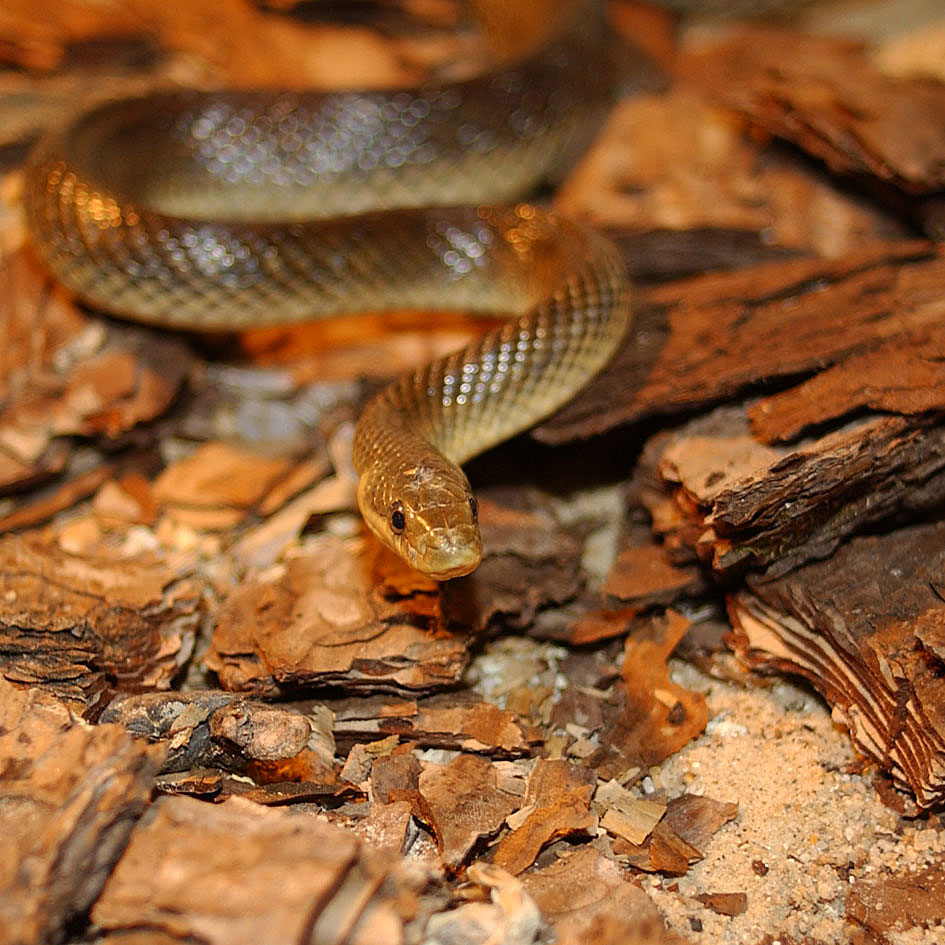
Zamenis longissimus